# Abarán
Abarán est une commune de la Région de Murcie en Espagne.